# Beata Halicka
Beata Halicka – historyczka, kulturoznawczyni i filolożka, profesor nauk humanistycznych w dyscyplinie historia, profesor na Wydziale Historii Uniwersytetu im. Adama Mickiewicza w Poznaniu.

## Życiorys
W 1996 ukończyła studia z zakresu filologii germańskiej w Wyższej Szkole Pedagogicznej im. Tadeusza Kotarbińskiego w Zielonej Górze, a w 2002 roku uzyskała stopień naukowy doktora, pracując pod kierunkiem prof. dr Gudrun Schulz na University of Vechta w Niemczech. Jest laureatką nagrody Rektora Uniwersytetu Zielonogórskiego, gdzie pracowała do 2003 roku. W latach 2005–2008 uczestniczyła w realizacji międzynarodowego projektu badawczego pt. Odra-Oder. Region nadodrzański w Europie. Przeszłość, teraźniejszość i przyszłość, prowadzonego przez prof. dr Karla Schlögela na Europejskim Uniwersytetem Viadrina we Frankfurcie nad Odrą. Jej projekt habilitacyjny na temat powojennych migracji, osadnictwa i oswajania krajobrazu kulturowego Ziem Zachodnich po 1945 roku uzyskał dofinansowanie Polsko-Niemieckiej Fundacji na Rzecz Nauki i został ukończony w 2012 roku na tymże uniwersytecie. Za będącą jego wynikiem książkę Polski Dziki Zachód otrzymała Nagrodę Identitas 2016 w kategorii najlepsza książka historyczna roku.
Od 2013 roku związana jest z Uniwersytetem im. Adama Mickiewicza w Poznaniu, najpierw jako profesor UAM w Polsko-Niemieckim Instytucie Badawczym przy Collegium Polonicum w Słubicach, a od 2018 roku na Wydziale Historii w Poznaniu. W latach 2006–2014 wykładała historię kultury Europy Środkowo-Wschodniej na Uniwersytecie Viadrina we Frankfurcie nad Odrą, a także – w charakterze profesora gościnnego – na uniwersytetach w Calgary w Kanadzie (2014) i University of Texas w El Paso w USA (2016).
Jej projekt naukowy pt. Wędrujące granice / wędrujący ludzie. Zmiany tożsamości narodowej migrantów ze wschodu na zachód Europy i do USA w XX wieku uzyskał dofinansowanie Niemieckiego Instytutu Historycznego w 2018 roku. Jego efektem jest książka pt. Życie na pograniczach. Zbigniew Anthony Kruszewski. Biografia, która ukazała się również w języku angielskim i spotkała się z dużym zainteresowaniem amerykańskich czytelników. Jest stypendystką Fundacji Kościuszkowskiej na lata 2022/2023 na realizację projektu badawczego pt. Polki w USA. Z wojennej tułaczki na drogę kariery. Biografie przedstawicielek powojennej emigracji. W lipcu 2022 roku otrzymała tytuł profesora nauk humanistycznych.
Jest ekspertem Europe Canada Network, w ramach którego kieruje polskim zespołem w projekcie pt. „European Memory Politics: Populism, Nationalism, and the Challenges to a European Memory Culture” – Erasmus+ Programme of the European Union.

## Zainteresowania badawcze
Interesuje się historią społeczną i kulturą Europy Środkowo-Wschodniej w XIX i XX wieku, historią kobiet i biografistyką, problemami nacjonalizmu, przymusowych migracji, Polaków i Polonii w świecie, a także stosunkami polsko-niemieckimi, kwestią granic i regionów przygranicznych, kulturą i polityką pamięci.

## Wybrane publikacje
- Borderlands Biography. Z. Anthony Kruszewski in wartime Europe and postwar America. Brill/Ferdinand Schönningh, Paderborn 2021.
- The Polish Wild West. Forced Migration and Cultural Appropriation in the Polish-German Borderlands, 1945-1948. Routledge, London and New York 2020.
- Życie na pograniczach. Zbigniew Anthony Kruszewski. Biografia. Instytut Historii Nauki PAN, seria wydawnicza: FONTES RERUM AD HISTORIAM SCIENTIAE SPECTANTIUM, Vol. XXVII, Oficyna Wydawnicza ASPRA-JR, Warszawa 2019.
- (red): Mój dom nad Odrą. Pamiętniki osadników Ziem Zachodnich po 1945 roku. TAWPN Universitas, Kraków 2016.
- „Polski Dziki Zachód”. Przymusowe migracje i kulturowe oswajanie Nadodrza 1945-48. TAWPN Universitas, Kraków 2015.
- (red.): Mein Haus an der Oder. Erinnerungen polnischer Siedler nach 1945. Ferdinand Schöningh Verlag, Paderborn 2014.
- Polens Wilder Westen. Erzwungene Migration und die kulturelle Aneignung des Oderraumes 1945-48. Ferdinand Schöningh Verlag, Paderborn 2013.
- wraz z Bogusławem Mykietów (red.): Kozaky – Pyrehne. Polen, Deutsche und Ukrainer auf dem Erinnerungspfad erzwungener Migrationen / Kozaki – Pyrzany. Polifonia pamięci o przymusowych migracjach we wspomnieniach Polaków, Niemców i Ukraińców. Wydawnictwo Instytutowe, Skórzyn 2011.
- wraz z Karl Schlögel (red.): Odra-Oder. Panorama europejskiej rzeki. Wydawnictwo Instytutowe, Skórzyn 2008.
- wraz z Karl Schlögel (red.): Oder-Odra. Blicke auf einen europäischen Strom. Peter Lang Verlag, Frankfurt (Main) 2007.
- Krosno Odrzańskie / Crossen an der Oder 1005–2005. Wspólne dziedzictwo kultury / Das gemeinsame Kulturerbe. Wydawnictwo Instytutowe, Skórzyn 2005, 2009.
- „Niektórzy lubią poezje”. Wiersze Wisławy Szymborskiej w Niemczech. Universitas Verlag, Kraków 2005, seria wydawnicza polonica leguntur.
- Zur Rezeption der Gedichte von Wisława Szymborska in Deutschland. Logos Verlag, Berlin 2002.